# Плеврон (мифология)
Плеврон (др.-греч. Πλευρών) — персонаж греческой мифологии, один из сыновей Этола и Пронои, основатель и эпоним города Плеврон в Этолии. Он был женат на дочери Дора Ксантиппе и стал отцом Агенора, Стеропы, Стратоники и Лаофонты. По данным схолиаста «Илиады», у Плеврона были сыновья Курет и Калидон, тоже эпонимы этолийских городов (в основной версии мифа Калидон — брат Плеврона).
В Лаконике существовало святилище Плеврона, который по одной из генеалогий был через Агенора прадедом Леды и соответственно предком спартанских царей.